# Anacaena limbata
Anacaena limbata is een keversoort behorend tot de spinnende waterkevers (Hydrophilidae). Het komt voor in Europa en Noord-Azië en Noord-Amerika.

## Kenmerken
De kevers bereiken een lichaamslengte van 2,3 tot 2,8 millimeter. Het ovale lichaam is zeer glanzend en zwartbruin van kleur. De bovenzijde is dicht fijn en onregelmatig gestructureerd met stippen. Het halsschild en de dekschilden (eltytra) zijn geelbruin omrand, maar kunnen ook bruin-geel gekleurd zijn, in dat geval is de dekschildennaad donker en zit er een donkere vlek op het halsschild. Het pronotum kan ook drie dwarse, soms aaneengesloten, donkere vlekken hebben. Op het achterste deel van de dekschilden bevindt zich een concave streep bij de dekschildenhechting, die zich ongeveer tot het midden van het lichaam uitstrekt. De kop is zwart, de antennes en tarsi zijn bruin, maar het laatste segment van de tarsi is geheel of gedeeltelijk zwart. De overige poten zijn bruinrood, de dijen (femora) zijn aan de binnenkant wat donkerder.

## Verspreiding
De dieren komen voor in het Palearctisch gebied in het uiterste noorden en ook op de Britse eilanden. Ze bewonen de meeste stilstaande waterlichamen, maar vooral kleine vijvers met zware vegetatie en waters in moerassen. Ze worden gevonden van de laaglanden tot bossen in de bergen. Ze zijn heel algemen.